# Censura de YouTube
La plataforma de videos compartidos YouTube es el segundo sitio web más popular a partir de 2017, según Alexa Internet.  Según la página de notas de prensa de la compañía, YouTube tiene más de mil millones de usuarios y cada día esos usuarios ven más de mil millones de horas de video. La censura es un hecho y continúa ocurriendo en muchos países de todo el mundo, aunque normalmente se puede acceder al sitio web a través de VPN o servidores proxy para evitarlas.

## General
Tienen una versión local de Youtube
     No tienen versión local de Youtube, pero sí se puede usar
     Prohibido
     Prohibido en algún momento

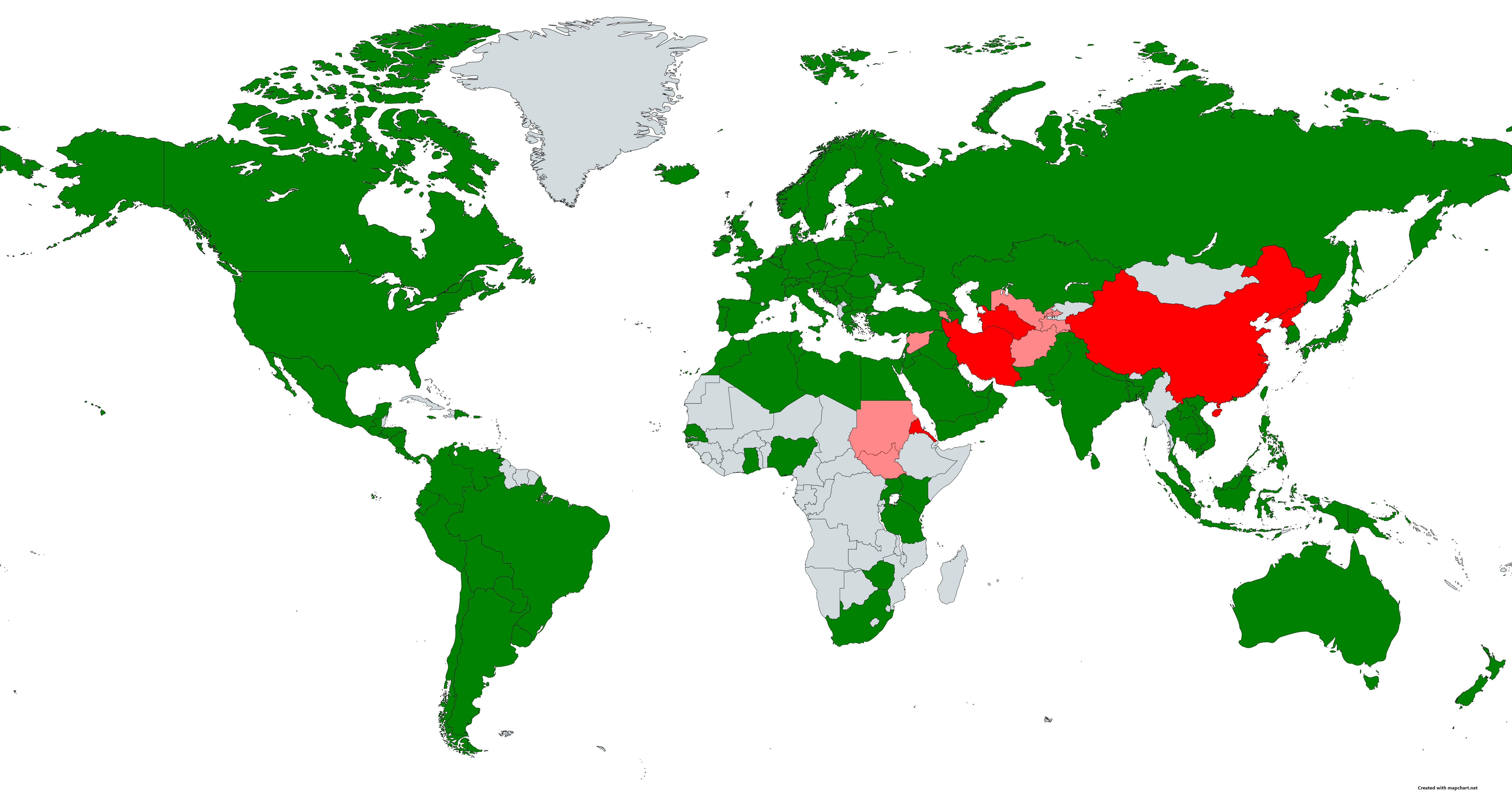
Mapa mundial que muestra el estado del bloqueo de YouTube
Tienen una versión local de Youtube
No tienen versión local de Youtube, pero sí se puede usar
Prohibido
Prohibido en algún momento

El bloqueo de YouTube ocurre por una gran variedad de diferentes razones, incluyendo:
- Limitar la exposición del público a los contenidos que puedan encender el descontento social o político;
- Prevenir críticas a un gobernante, gobierno, oficiales gubernamentales, religión o líderes religiosos;
- Violaciones de leyes nacionales, incluyendo:
  - Leyes que protegen el derecho de autor y la propiedad intelectual;
  - Violaciones del discurso de odio, éticas o de leyes basadas en moralidad; y
  - La legislación de la seguridad nacional.
- Impedir el acceso a videos que son juzgados como inapropiados para jóvenes;
- Reducir distracciones en el trabajo o la escuela; y
- Reducir la cantidad utilizada de banda ancha.

En algunos países, YouTube está completamente bloqueado, ya sea a través de una prohibición permanente a largo plazo o por periodos limitados de tiempo, tales como periodos de disturbios, el periodo previo a elecciones o en respuesta a aniversarios políticos próximos. En otros países el acceso a este sitio web, en su totalidad, permanece abierto, pero el acceso a videos específicos es restringido. En casos donde el sitio completo está prohibido debido a un video en particular, YouTube normalmente acepta remover o limitar el acceso a ese video con el fin de restaurar el servicio.
A partir de septiembre de 2012, los países con prohibiciones nacionales permanentes de YouTube incluyen China, Corea del Norte, Eritrea, Irán, Pakistán, y Turkmenistán. YouTube también se encuentra bloqueado, en su mayoría, en Alemania, debido a la posición de YouTube en las disputas entre GEMA y este sitio web sobre derechos de autor.
Los Términos de Servicio de YouTube prohíben la publicación de videos que violan el derecho de autor o representan pornografía, actos ilegales, violencia injustificada o un discurso de odio. Los videos publicados por usuarios que violan dichos términos pueden ser eliminados y reemplazados con un mensaje que indica: "Este video ya no está disponible debido a que su contenido infringió los Términos de Servicio de YouTube".
Negocios, escuelas, agencias gubernamentales y otras instituciones privadas suelen bloquear sitios de medios, incluyendo YouTube, debido a las limitaciones de banda ancha y el potencial de distracción que implica el sitio.

## Historia de censura por país

### Afganistán
El 12 de septiembre de 2012, YouTube fue bloqueado en Afganistán en respuesta a la película acerca de Mahoma, La inocencia de los musulmanes, la cual es considerada una blasfemia por musulmanes. YouTube fue desbloqueado en Afganistán el 1 de diciembre de 2012.

### Alemania
El bloqueo de videos de YouTube en Alemania es parte de una actual disputa entre la plataforma para compartir videos y GEMA (Sociedad de derechos de autor), una organización de derechos de interpretación en Alemania.
De acuerdo con un jurado alemán en Hamburgo, el subsidiario de Google, YouTube, puede ser considerado responsable por daños y perjuicios cuando reciba los videos con derechos de autor sin el permiso del titular de estos. Como resultado, los videos musicales en YouTube de artistas de las principales discográficas, así como muchos videos que contienen música de fondo, no han estado disponibles en Alemania desde finales de marzo de 2009, después de que el acuerdo previo había expirado y las negociaciones por el acuerdo de una nueva licencia se habían detenido.

### Armenia
Después de las disputadas elecciones presidenciales de febrero de 2008, el gobierno armenio bloqueó el acceso a YouTube de usuarios de Internet en Armenia durante un mes. La oposición armenia había utilizado el sitio web para dar a conocer el video de la brutalidad militar y policiaca que se llevó a cabo contra protestantes antigubernamentales.

### Bangladés
En marzo de 2009, YouTube fue bloqueado en Bangladés después de que se publicó la grabación de una junta entre el primer ministro y oficiales militares revelando la ira de los militares sobre cómo el gobierno estaba manejando un motín por los guardias fronterizos en Daca. El bloqueo fue levantado el 21 de marzo.
El 17 de septiembre de 2012, YouTube fue prohibido por segunda vez después de las controversias con respecto a los videos promocionales para La inocencia de los musulmanes.
El 5 de junio de 2013, la Comisión Reguladora de Telecomunicaciones de Bangladés levantó la prohibición.

### Brasil
YouTube fue demandado por la modelo brasileña y MTV VJ de MTV, Daniella Cicarelli (ex-prometida del futbolista Ronaldo), y su novio bajo el argumento de que el sitio hace disponible grabaciones hechas por un paparazzo, en las cuales ella y su novio están teniendo problemas en una playa española. El video no era explícito. La demanda solicitaba que YouTube fuera bloqueado en Brasil hasta que todas las copias del video fueran removidas. El sábado 6 de enero de 2007, un requerimiento judicial ordenó que los filtros se pusieran en marcha para prevenir que los usuarios brasileños tuvieran acceso al sitio web.
La efectividad de la medida fue cuestionada, pues el video no solo está disponible en YouTube, pero también en otros sitios como parte de un fenómeno de Internet. El martes 9 de enero de 2007, el mismo jurado anuló su decisión previa, permitiendo que los filtros fueran removidos. La grabación permaneció prohibida y fue eliminada del sitio web.
En junio de 2007, un juez ordenó a Cicarelli y a su novio pagar todos los costos de la corte y abogados, así como aproximadamente $10 000 (alrededor de $3203 dólares) a los tres defensores, YouTube, Globo, y iG, citando la falta de buena fe en empujar el caso privado cuando sus acciones se llevaron a cabo en público.

### China
YouTube fue bloqueado en un principio en China por varios meses desde el 15 de octubre de 2007 hasta el 22 de marzo de 2008. Según las autoridades chinas, Youtube, que permite a los usuarios acceder a vídeos creados por distintos usuarios de todo el mundo, representa una amenaza para el gobierno.
Fue bloqueado de nuevo desde el 24 de marzo de 2009, a pesar de que un portavoz del Ministro de Relaciones Exteriores no confirmara o negara si YouTube había sido restringido. Desde entonces, YouTube ya no es accesible en China.

### Corea del Norte
El acceso a YouTube en Corea del Norte no está necesariamente prohibido, pero es muy difícil para un ciudadano o extranjero en Corea del Norte acceder a este debido a que el internet es casi imposible de encontrar en este país. Aunque diplomáticos alegan que cada cierto tiempo YouTube como cualquier otra red social puede ser bloqueada por parte del gobierno.

### Emiratos Árabes Unidos
La autoridad reguladora de telecomunicaciones de los Emiratos Árabes Unidos bloqueó YouTube en agosto de 2006. Esta prohibición fue levantada después, y YouTube ya está disponible en todo Emiratos Árabes Unidos, pero con el ISP Etisalat en los EAU citando "presencia de contenido adulto en el sitio web, el cual está claramente en contra de valores religiosos, culturales, políticos y morales en contra de los EAU".

### Estados Unidos
Comenzando en 2007, el Departamento de Defensa de los Estados Unidos bloqueó YouTube (al igual que MySpace y otros grandes sitios web de redes sociales) en su red mundial, alegando limitaciones de banda ancha y riesgos operacionales como justificaciones a las restricciones.
En 2010, YouTube eliminó videos que contenían sermones de Anwar al-Awlaki, después de solicitudes hechas por el congresista, Anthony Weiner, entre otros. Los sermones fueron tratados como un discurso de odio y una incitación al asesinato.

### Indonesia
El 1 de abril de 2008, el ministro de información de Indonesia, Muhammad Nuh, solicitó a YouTube remover Fitna, una controversial película hecha por el político holandés de derecha, Geert Wilders. El gobierno dio dos días para que el video fuera eliminado o YouTube sería bloqueado. El 4 de abril, Nuh solicitó a todos los proveedores de servicio de Internet bloquear el acceso a YouTube. El 5 de abril YouTube fue bloqueado para realizar pruebas por un ISP. Finalmente, el 8 de abril YouTube, junto con MySpace, Metacafe, RapidShare, Multiply, Liveleak, y el sitio oficial de Fitna, fueron bloqueados en Indonesia. La prohibición de YouTube fue levantada el 10 de abril. Todavía pudo haber habido un bloqueo en mayo de 2008, de acuerdo con habitantes locales.

### Irán
El 3 de diciembre de 2006, Irán bloqueó YouTube, junto con otros sitios, después de declararlos "inmorales". La prohibición de YouTube se dio después de que un video fue publicado en línea, el cual parece mostrar a una estrella de telenovela iraní teniendo relaciones sexuales. El bloqueo fue levantado posteriormente y reincorporado después de las elecciones presidenciales de Irán de 2009. En 2012, Irán reinstaló el bloqueo a YouTube, junto con Google, después de que el tráiler de La inocencia de los musulmanes fuera lanzado en YouTube. YouTube sigue bloqueado en Irán.

### Libia
El 24 de enero de 2010, Libia bloqueó permanentemente YouTube después de que este presentó videos de demostraciones en la ciudad de Libia, Bengasi, hechas por familias de detenidos que fueron asesinados en la Cárcel de Abu Salim en 1996, así como videos de miembros de la familia del líder libio Muammar al-Gaddafi en fiestas. La prohibición fue condenada por el Observatorio de Derechos Humanos. En noviembre de 2011, después de la guerra civil libia, YouTube fue permitido otra vez en Libia pero no lanzó una versión local del sitio hasta principios de 2015.

### Malasia
En mayo de 2013, varios videos críticos del gobierno malasio en YouTube fueron bloqueados, a pesar de las promesas del gobierno de Malasia de no censurar el internet. El análisis del tráfico de red muestra que los ISP escaneaban los encabezados de los usuarios y bloqueaban activamente solicitudes al video de YouTube de acuerdo con la clave del video.

### Marruecos
El 25 de mayo de 2007, la propiedad estatal, Maroc Telecom, bloqueó todo acceso a YouTube en Marruecos. No se dieron razones por las cuales YouTube fue bloqueado, pero las especulaciones dicen que pudo haber sido debido a videos publicados por la RASD, nación enfrentada a Marruecos por el Sáhara Occidental o debido a los videos donde se criticaba rey Mohamed VI. La prohibición del gobierno no afectaba a los otros dos proveedores privados de Internet, Wana y Méditel. YouTube volvió a ser accesible el 30 de mayo de 2007, después de que Maroc Telecom anunció, no oficialmente, que el acceso denegado al sitio era solo una "falla técnica".

### Pakistán
El 22 de febrero de 2008, YouTube fue bloqueado en Pakistán después de una decisión tomada por la Autoridad de Telecomunicaciones de Pakistán, por la cantidad de "videos inaceptables no islámicos". Un reporte nombró específicamente a Fitna, una controversial película holandesa, como fundamento del bloqueo. Pakistán, una República Islámica, ordenó a su ISP bloquear el acceso "por contener películas y contenido web blasfémico". La Ley contra la blasfemia en Pakistán pide cadena perpetua o la muerte. Esto siguió aumentando los disturbios en Pakistán durante la reimpresión de las caricaturas de Mahoma en Jyllands-Posten, las cuales representan de manera satírica las críticas al islam. La mala configuración de un enrutador por un ISP pakistaní el 24 de febrero de 2008 bloqueó eficientemente el acceso a YouTube durante varias horas alrededor del mundo. El 26 de febrero de 2008 la prohibición fue levantada, después de que el sitio web removiera el contenido cuestionable de sus servidores bajo la solicitud del gobierno.
Se ha sugerido, por algunos sitios web y blogs pakistaníes, y por grupos de vigilancia de procesos electorales, que el bloqueo se impuso en gran parte para distraer a los espectadores de los videos que alegan fraude electoral por el partido gobernante, MQM, en las elecciones generales en febrero de 2008. Las denuncias por la supresión de videos de fraude electoral, hecho por la administración de Musharraf, también fueron niveladas por blogueros, periódicos y medios paquistaníes, y los partidos de oposición pakistaníes anti-Musharraf.
El 20 de mayo de 2010, en el Día de Dibujar a Mahoma, Pakistán bloqueó de nuevo el sitio web en un intento de contener el material "blasfemo". La prohibición fue levantada el 27 de mayo de 2010, después de que el sitio web removió el contenido cuestionable de sus servidores por la solicitud del gobierno. Sin embargo, los videos individuales que son publicados en YouTube y que se consideran ofensivos hacia musulmanes continuarán bloqueados.
El 17 de septiembre de 2012, la Autoridad de Telecomunicaciones de Pakistán (PTA, por sus siglas en inglés) ordenó que el acceso a YouTube fuera bloqueado, después de que el sitio web no removió el tráiler de La inocencia de los musulmanes, una película de Sam Bacile que insulta al islam, finalmente resultando en una prohibición debido al incumplimiento de YouTube.
Bytes for All, una organización pakistaní sin fines de lucro, interpuso una demanda constitucional a la prohibición por medio de su abogado Yasser Latif Hamdani en el Tribunal Supremo de Lahore. Este es un caso en curso y es conocido comúnmente como el Caso YouTube.
El 11 de diciembre de 2013 fue anunciado por la Autoridad de Telecomunicaciones de Pakistán que habían convencido a la administración de Google de ofrecer una versión local de "youtube.com.pk" a Pakistán, ya que así sería más fácil para las autoridades locales el remover material "inaceptable" de la versión local, en comparación con la versión global de YouTube. Sin embargo, se ofrecerá después de que el gobierno de Pakistán cumpla algunos de los requisitos que no fueron revelados.
Durante la prohibición, un video titulado "Kholo BC" fue lanzado por los raperos Adil Omar y Ali Gul Pir, oponiéndose a esta prohibición. El video se hizo viral y miles de personas apoyaron que la prohibición se dio debido a intereses políticos.
El 21 de abril de 2014, el Comité Permanente del Senado de Pakistán sobre Derechos Humanos aprobó una resolución para levantar la prohibición de YouTube.
El 6 de mayo de 2014, la Asamblea Nacional adoptó por unanimidad una resolución no vinculante para levantar la prohibición, pero para el 2 de agosto de 2014 esta seguía vigente.

### Rusia
El video que alega responsabilidad por los Atentados del metro de Moscú de 2010, el cual se atribuyó 800 000 espectadores en cuatro días, fue removido, junto con todos los videos de Doku Umarov. Además. resultó que aproximadamente 300 videos del Kavkazcenter fueron removidos por tener "contenido inapropiado." Rusia fue culpado por haber presionado a YouTube a tomar tales medidas.
El 28 de julio de 2010, una corte en la ciudad de Komsomolsk del Amur ordenó a un ISP local que bloqueara el acceso a YouTube.com, web.archive.org, y algunos otros sitios web que ofrecen libros para descargar, citando material extremista como la razón de esta orden. La orden no se aplicó y fue revocada más tarde.

### Siria
YouTube fue bloqueado en Siria hasta principios de 2011, cuando el bloqueo fue flexibilizado brevemente antes de ser reincorporado tras el inicio de la guerra civil siria en marzo de 2011.

### Sudán
Las autoridades sudanesas bloquearon YouTube el 21 de abril de 2010, después de las recientes elecciones presidenciales de Sudán, y también bloquearon al dueño de YouTube, Google. El bloqueo fue una respuesta al video que muestra a trabajadores en uniformes oficiales de la Comisión Nacional Electoral y a un niño en la región de Hamashkoreib llenando boletas electorales y poniéndolas en urnas, con uno de ellos expresando alivio de que el periodo de votación se hubiera extendido para que ellos pudieran terminar su trabajo. Sudán había bloqueado YouTube previamente de manera temporal en 2008 por razones desconocidas.
El 17 de septiembre de 2012, YouTube fue prohibido de nuevo por la Corporación Nacional de Telecomunicaciones por no remover La inocencia de los musulmanes, una controversial película antiislámica hecha por Sam Bacile. Hasta que la película sea removida de YouTube, el sitio continuará bloqueado en Sudán.

### Sudán del Sur
YouTube está bloqueado en Sudán del Sur por la controversia relacionada con La inocencia de los musulmanes, una controversial película antiislámica de Sam Bacile.

### Tailandia
En 2006, Tailandia bloqueó el acceso a YouTube a usuarios con direcciones IP tailandesas. Autoridades tailandesas identificaron 20 videos ofensivos y demandaron que Google los removiera antes de que se permitiera el desbloqueo de todo el contenido de YouTube.
Durante la semana del 8 de marzo de 2007, YouTube fue bloqueado en Tailandia. Muchos blogueros creyeron que la razón del bloqueo fue un video publicado del discurso del ex primer ministro Thaksin Shinawatra en CNN. El gobierno no confirmó o proporcionó razones de la prohibición. YouTube fue accesible de nuevo el 10 de marzo de 2007.
En la noche del 3 de abril de 2007, YouTube fue bloqueado de nuevo en Tailandia. El gobierno citó a un video en el sitio que es llamado un  "insulto" al Rey Bhumibol Adulyadej. Sin embargo, el Ministerio de Tecnologías de Información y Comunicación afirmó que se iba a desbloquear YouTube en pocos días, después de que sitios web que contienen referencias a este video sean bloqueados, en lugar del sitio web por completo. El Ministro de Comunicación, Sitthichai Pokai-udom, dijo "Cuando ellos decidan retirar el clip, nosotros vamos a retirar la prohibición." Poco después de este incidente el blog de tecnología de Internet, Mashable, fue bloqueado por Tailandia por el informe de los clips de YouTube en cuestión. YouTube fue desbloqueado el 30 de agosto de 2007, acordara bloquear los videos considerados ofensivos por autoridades tailandesas.
El 21 de septiembre de 2007, autoridades tailandesas anunciaron que buscaban una orden judicial para bloquear videos que habían aparecido recientemente en YouTube, acusando al presidente del Consejo Privado, Prem Tinsulanonda, de intentar manipular la sucesión real para hacerse a sí mismo el rey de Tailandia.

### Uzbekistán
el 15 de octubre de 2018 YouTube fue bloqueado en Uzbekistán por una razón desconocida pero el 8 de julio de 2019 el bloqueo fue retirado en el país.

### Tayikistán
En julio de 2012, las autoridades de Tayikistán bloquearon la respuesta de YouTube a videos subidos que muestran protestas contra enfrentamientos militares. Ocho días después la prohibición fue levantada.
En el mismo año, el gobierno de Tayikistán bloqueó por segunda vez el sitio web por videos ofensivos del presidente Emomali Rakhmon.
En 2013, Tayikistán bloqueó YouTube por tercera vez, debido a un video que muestra al presidente Emomali Rakhmon bailando y cantando fuera de tono en la fiesta de boda de su hijo en 2007.

### Turkmenistán
El 25 de diciembre de 2009, por razones desconocidas, YouTube fue bloqueado en Turkmenistán por el único proveedor de servicios de Internet, Turkmentelecom. Otros sitios web, tales como LiveJournal, también fueron bloqueados.

### Turquía

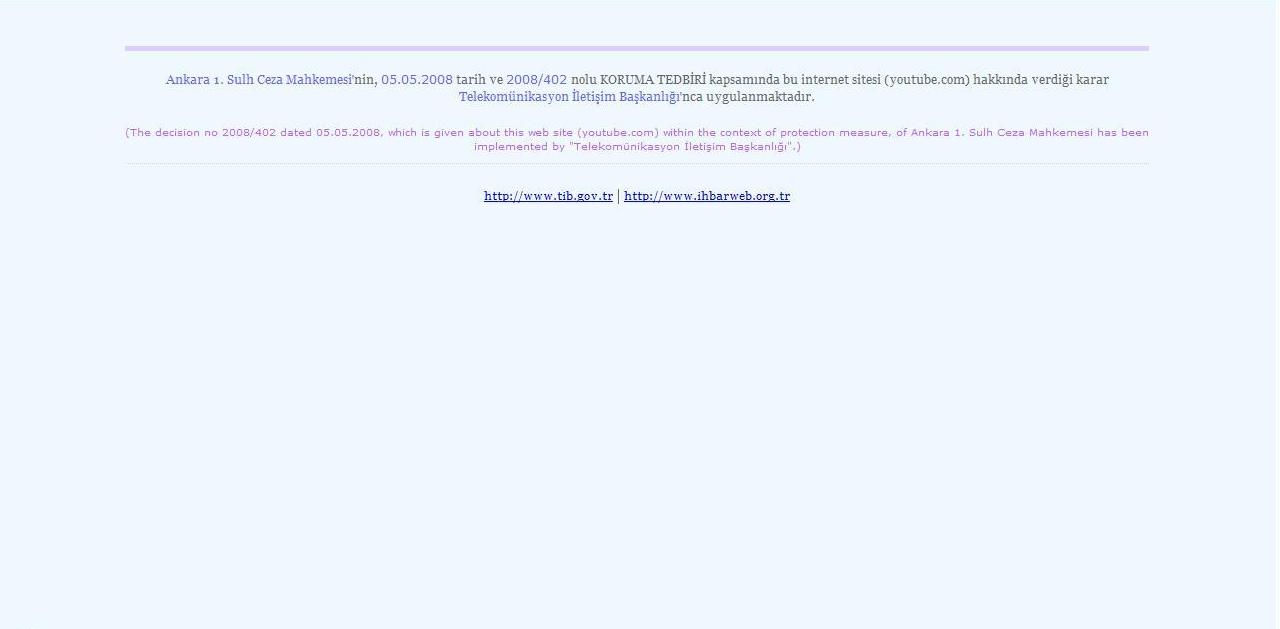
Este mensaje aparecía cuando se intentaba acceder en YouTube en Turquía, durante del 5 de mayo de 2008 hasta el 30 de octubre de 2010.

Las cortes turcas han ordenado el bloqueo al acceso al sitio web de YouTube. Esto ocurrió por primera vez cuando Türk Telekom bloqueó el sitio en cumplimiento de la decisión 2007/384 de la Primera Corte Penal de Paz de Estambul (Sulh Ceza Mahkeme) el 6 de marzo de 2007. La decisión de la corte estuvo basada en los videos donde se insulta a Mustafa Kemal Atatürk, en una escalada de lo que los medios turcos se refieren como una "guerra virtual" de insultos entre miembros de YouTube griegos, armenios y turcos. YouTube fue demandado por "insultar la identidad turca" y el acceso al sitio fue suspendido en la espera de la eliminación del video. Los abogados de YouTube mandaron pruebas de la eliminación del video a la Fiscalía de Estambul y el acceso fue restaurado el 9 de marzo de 2007. Sin embargo, otros videos que se consideran insultantes fueron publicados en varias ocasiones, y varias prohibiciones alternadas continuaron, emitidas por diferentes cortes:
- la Segunda Corte Penal de Paz de Sivas el 18 de septiembre de 2007, y de nuevo (por la decisión 2008/11) el 16 de enero de 2008;
- la 12.ª Corte Penal de Paz de Ankara el 17 de enero de 2008 (decisión 2008/55);[90]
- la Primera Corte Penal de Paz de Ankara el 12 de marzo de 2008 (decisión 2008/251);
- la 11.ª Corte Penal de Paz de Ankara el 24 de abril de 2008 (decisión 2008/468).
- la Quinta Corte Penal de Paz de Ankara el 30 de abril de 2008 (decisión 2008/599);
- de nuevo, la Primera Corte Penal de Paz de Ankara el 5 de mayo de 2008 (decisión 2008/402);
- de nuevo, la 11.ª Corte Penal de Paz de Ankara el 6 de junio de 2008 (decisión 2008/624).
- de nuevo, basada en "medidas administrativas" sin orden judicial después de un escándalo de corrupción relacionado con varios oficiales gubernamentales, incluyendo al primer ministro Erdogan el 27 de marzo de 2014

El bloqueo de acuerdo a la decisión del tribunal 2008/468 de la 11.ª Corte Penal de Paz de Ankara, emitida el 24 de abril de 2008, el cual citó que YouTube ni había adquirido un certificado de autorización en Turquía, no fue implementado por Türk Telekom hasta el 5 de mayo de 2008.
A pesar de que YouTube fue oficialmente prohibido en Turquía, el sitio web estuvo accesible mediante la modificación de los parámetros de comunicación, utilizando servidores DNS alternativos, y fue el octavo sitio más popular en Turquía de acuerdo con los informes de Alexa. En respuesta a las críticas por la prohibición del tribunal, en noviembre de 2008 el primer ministro, Recep Tayyip Erdoğan, declaró "Yo accedo al sitio. Adelante, hagan lo mismo."
En junio de 2010 el Presidente de Turquía, Abdullah Gül, utilizó su cuenta de Twitter para expresar desaprobación al bloqueó de YouTube por parte del país, el cual también afectaba el acceso de Turquía a varios servicios de Google. Gül dijo que había dado instrucciones a oficiales para encontrar caminos legales de permitir el acceso.
Turquía levantó la prohibición el 30 de octubre de 2010. En noviembre de 2010, un video del político turco, Deniz Baykal, provocó que el sitio fuera brevemente bloqueado otra vez, y el sitio fue amenazado de un nuevo cierre si no removía el video.
El 27 de marzo de 2014, Turquía prohibió YouTube de nuevo. Esta vez lo hicieron pocas horas después de que un video fue publicado ahí, afirmando representar al canciller, jefe de espionaje y a un general turco, discutiendo escenarios que podrían dar lugar a militares de su país atacando a militantes yihadistas en Siria. Se ordenó que se levantara la prohibición por una serie de fallos judiciales a partir del 9 de abril de 2014, pero Turquía desafió las órdenes de la corte y mantuvo bloqueado el acceso a YouTube. El 29 de mayo, el Tribunal Constitucional de Turquía dictaminó que el bloqueó viola el derecho constitucional a la libertad de expresión y ordenó que se restaurara el acceso a YouTube.
Para la mañana del 1 de junio de 2014 el acceso a YouTube continuaba bloqueado en Turquía Pero durante el día, el acceso aparentaba haber sido restaurado.
El 6 de abril de 2015 YouTube fue bloqueado, junto con Facebook y Twitter, debido a la publicación generalizada de un fiscal asesinado durante una crisis de rehenes.

### Venezuela

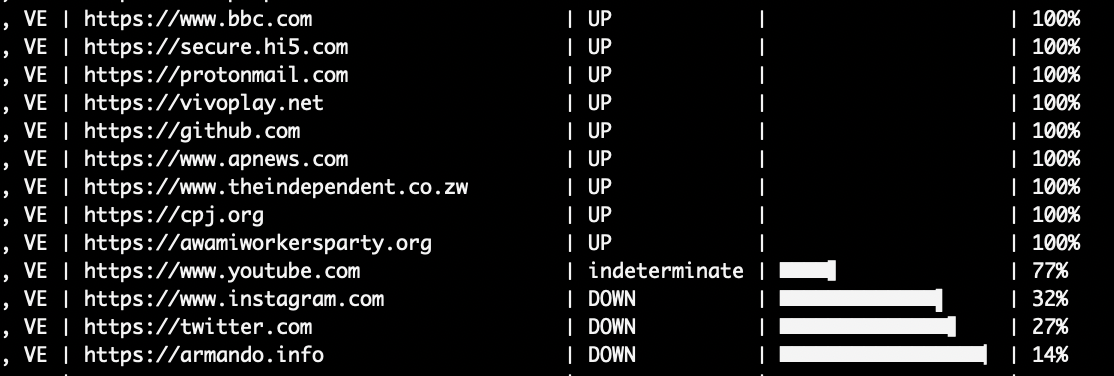
Este es un reporte de NetBooks del gobierno de Venezuela está bloqueado el acceso de Facebook, Twitter, Instagram y YouTube entre el 16 de enero de 2019

En 2019 la página fue bloqueada en 6 ocasiones por la empresa de telecomunicaciones CANTV debido a que había videos relacionados con el opositor Juan Guaidó y con otras noticias como la situación económica de ese país, también NetBlocks confirmó que bloquearon los accesos a los sitios de Google incluso denunciaron los bloqueos que se les hizo a Google LLC y sus plataformas en Venezuela.